# Пљунем ти на гроб 3: Дежа ви
Пљунем ти на гроб 3: Дежа ви (енгл. I Spit on Your Grave: Deja Vu), познат и под насловом Дан жена: Дежа ви (енгл. Day of the Woman: Deja Vu), амерички је хорор филм из 2019. године, режисера и сценаристе Мира Зарчија, са Камиј Китон, Џејми Бернадет и Маријом Олсен у главним улогама. Представља наставак филмова Пљунем ти на гроб (1978) и Пљунем ти на гроб 2: Дивљачка освета (1993), као и шести филм у истоименом серијалу, уколико се у обзир узме и серијал римејкова (2010—2015). Камиј Китон се по трећи пут нашла у улози Џенифер Хилс, док Џејми Бернадет тумачи њену ћерку Кристи.
Зарчи је написао сценарио и пре римејка из 2010, али је одлагао почетак снимања због непрестаног објављивања нових наставака. Снимање је почело 21. септембра 2015, у Санта Кларити, Калифорнија, а завршено је 2. новембра 2015. Након више од три године периода постпродукције, филм је дистрибуиран директно на видео 23. априла 2019. На дан објављивања Дежа ви је ушао међу 100 најтраженијих филмова на Амазону и досегао прво место у категорији хорор жанра. Међутим, филм је добио изразито негативне критике, те је због тога интересовање нагло опало. Публика сајта Ротен томејтоуз оценила га је са 12%. Једино је Китон добила похвале за свој глумачки перформанс.
Са трајањем од готово два и по сата, Дежа ви је убедљиво најдужи од шест филмова из серијала Пљунем ти на гроб. Иако је Зарчи одмах након премијере споменуо потенцијални нови наставак, он још увек није реализован.

## Радња
Четрдесет година након догађаја из првог дела, Џенифер Хилс је постала славна списатељица а њена књига Пљунем вам на гробове је постала бестселер. У књизи је описала како је убила четворицу мушкараца који су је силовали и како ју је суд због тога прогласио невином. Њена ћерка, Кристи Хилс, је постала познати модел. Међутим, потомци Џенифериних жртава које предводи Беки Стилман, супруга Џонија Стилмана, спремају им освету...

## Улоге
| Глумац              | Улога            |
| ------------------- | ---------------- |
| Камиј Китон         | Џенифер Хилс     |
| Џејми Бернадет      | Кристи Хилс      |
| Марија Олсен        | Беки Стилман     |
| Џим Таваре          | Херман Данкан    |
| Џонатан Писи        | Кевин Вудс       |
| Џереми Фердман      | Скоти Киренски   |
| Холги Форестер      | Мили Стилман     |
| Рој Ален III        | Хенри Стилман    |
| Александра Кенворти | жена на трициклу |
| Тами Шер            | Мелиса Стилман   |
| Тери Зарчи          | Џони Стилман мл. |
| Мир Зарчи           | свештеник        |